# Die höllische Macht
Pour plus de détails, voir Fiche technique et Distribution.
Die höllische Macht est un film allemand réalisé par Robert Wiene, sorti en 1922.

## Fiche technique
- Titre : Die höllische Macht
- Réalisation : Robert Wiene
- Pays de production : République de Weimar
- Format : Noir et blanc - Film muet
- Date de sortie : 1922

## Distribution
- Thea Kasten
- Emil Lind
- Ossip Runitsch
- Hans Schweikart